# Wien-Film

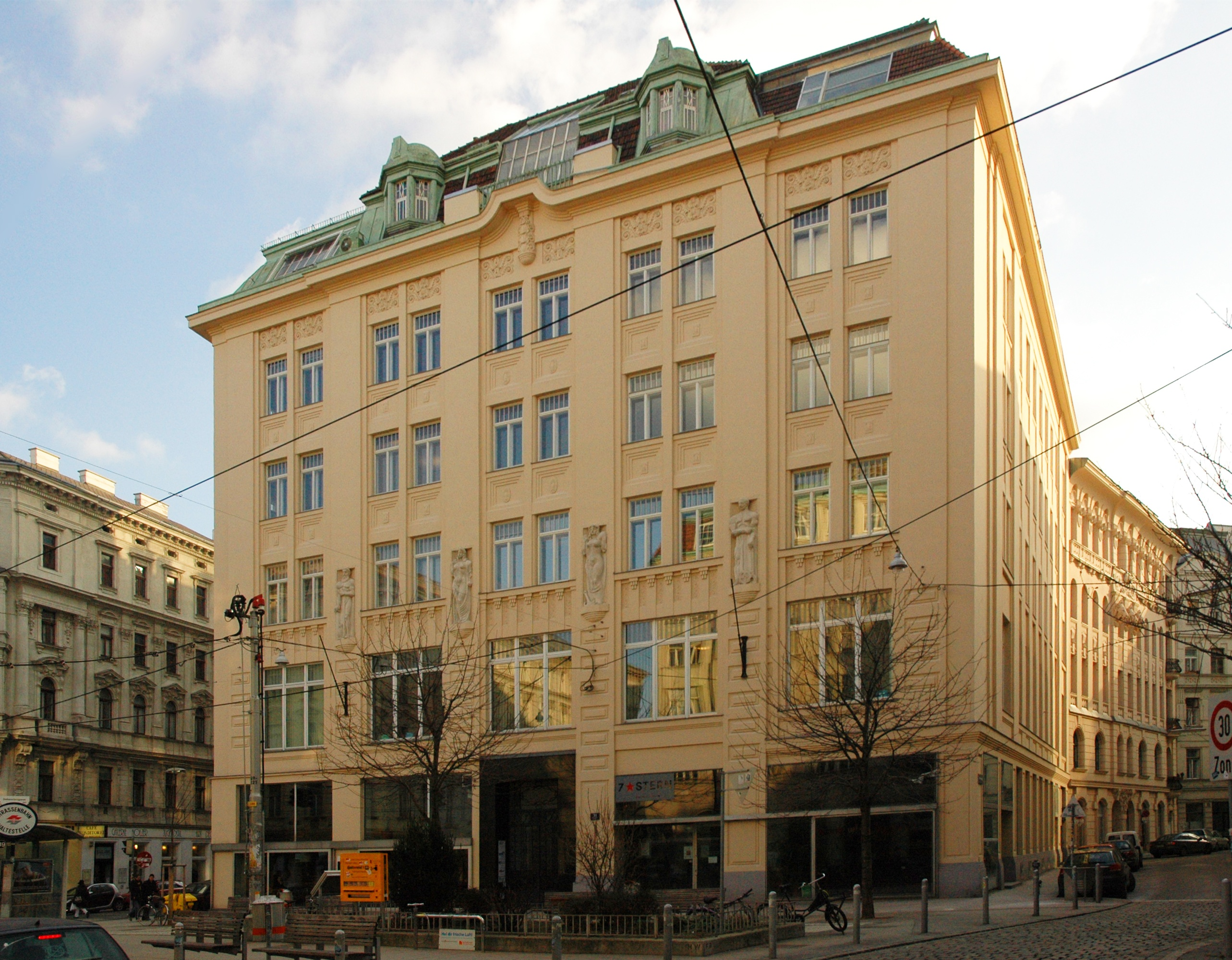
Ancien siège de la Wien-Film ex-Tobis-Sascha-film à Vienne.

Wien-Film était une grande société de production cinématographique autrichienne qui a succédé à la société des films sonores Tobis en 1938 et a existé jusqu'en 1985. Avec plus de 100 longs métrages et documentaires, "Wien-Film GmbH" était un pilier important de l'industrie du divertissement et de la propagande sous le Troisième Reich entre 1939 et 1945.
Pendant la Seconde Guerre mondiale, la société appartenait à la Cautio Treuhandgesellschaft, qui était subordonnée au régime nazi allemand. Il produisait la quasi-totalité de la production cinématographique sur le territoire autrichien ("Ostmark"). Après la guerre et jusqu'à sa dissolution en 1985, elle a principalement servi de studios de cinéma de l'État autrichien. 

## Historique
Avec l'annexion de l'Autriche au Reich allemand en 1938, la production cinématographique indépendante du pays a pris fin. La société germano-autrichienne Tobis-Sascha-Filmindustrie AG, qui sous la pression dut être vendue à l'organisme Cautio, créé par Goebbels en 1937, fut intégrée dans la société Wien-Film le 16 décembre 1938 avec les sociétés Sascha-Film et de Tobis-Film, sous la coupe de l'Universum Film AG.
Les employés juifs n'étaient plus autorisés à y travailler, car Joseph Goebbels avait menacé d'interdire l'importation de films autrichiens si la réglementation allemande n'était pas respectée. 
Outre la production de longs métrages et de films culturels, Wien-Film s'est également concentrée sur l'exploitation de salles de cinéma à travers toute l'Autriche.
Le programme de production cinématographique imposé par Berlin consistait à tourner des films ancrés dans le terroir (Ostmark) et devait avoir un effet distrayant - selon la devise "la force par la joie". 
Après la fin de la Seconde Guerre mondiale, Wien-Film a été mise sous la tutelle des Alliés en tant que « propriété allemande ». Après la division de Vienne en quatre zones d'occupation, il était également clair que les studios de cinéma de Sievering et le siège de la Siebensterngasse étaient affectés à l'administration américaine, tandis que les studios Rosenhügel se trouvaient dans le secteur soviétique. 
Fin 1945, l'ancien directeur de production de Wien-Film, Karl Hartl, en est nommé directeur général. Alors que les Soviétiques ont repris toutes les anciennes entreprises "allemandes" à titre de réparation conformément aux dispositions de l'accord de Potsdam, les puissances occupantes occidentales, les États-Unis, la France et la Grande-Bretagne ont renoncé à cette mesure. Pour la nouvelle société Wien-Film, cela signifiait qu'elle pouvait continuer à travailler avec les studios de cinéma de Sievering et Schönbrunn, mais devait se passer des studios de cinéma Rosenhügel. 
Après le Traité d'État autrichien de 1955, l'entreprise est devenue propriété fédérale de l'Autriche et a ensuite servi principalement de studio. Les studios de cinéma ont également été loués à des productions internationales. 
Étant donné que la production interne et la location des studios Sievering à des productions tierces ont régulièrement perdu de leur rentabilité à partir des années 1960, Wien-Film a finalement été dissoute en tant qu'entreprise publique en 1985.